# زیرمتن
زیرمتن متن قبلی است که نقش منبع برای متون ادبی بعدی یا فرامتن را دارد. به عنوان مثال، اودیسه اثر هومر زیرمتنی برای رمان اولیس اثر جیمز جویس، است.
این کلمه توسط ژرار ژنت نظریه‌پرداز فرانسوی اینطور تعریف شده‌است که «فرامتنی، به هر رابطه‌ای که متن دوم را (که به آن فرامتن می‌گوییم) به متن اول (که آن را زیرمتن می‌نامیم)َ، به روشی که صرفاً گزارش‌گونه نیست، پیوند می‌دهد.»
بنابراین، فرامتن از طریق فرایندی که ژنت آن را دگرگونی می‌نامد از زیرمتن(ها)یی، سرچشمه می‌گیرد که در آن فرامتن، زیرمتن را بدون لزوم بر اشاره مستقیم، تداعی می‌کند. این فرامتن خود می‌تواند تبدیل به متن اصلی شود.